# 9e cérémonie des Razzie Awards

La 9e cérémonie des Golden Raspberry Awards a eu lieu le 29 mars 1989 au palace Hollywood pour désigner le pire de ce que l'industrie cinématographique a pu offrir en 1988. La liste des nommés est ci-dessous, avec en gras celui qui a reçu le titre.

## Pire film
- Cocktail (Touchstone Pictures), produit par Ted Field et Robert W. Cort (en)
  - Le Golf en folie 2, titre original Caddyshack II (Warner Bros.), produit par Neil Canton (en), Jon Peters, et Peter Guber
  - Parole de cheval (Hot to Trot) (Warner Bros.), produit par Steve Tisch
  - Mac et moi (Mac and Me) (Orion), produit par R.J. Louis
  - Rambo 3 (Rambo III) (TriStar), produit par Buzz Feitshans (en)

## Pire acteur
- Sylvester Stallone pour le rôle de Rambo dans Rambo 3 (Rambo III)
  - Tom Cruise dans Cocktail
  - Bobcat Goldthwait dans Parole de cheval (Hot to Trot)
  - Jackie Mason dans Le Golf en folie 2 (Caddyshack II)
  - Burt Reynolds dans Assistance à femme en danger (Rent-A-Cop) et Scoop

## Pire actrice
- Liza Minnelli dans Arthur 2 : Dans la dèche et Assistance à femme en danger (Rent-a-Cop)
  - Rebecca De Mornay dans And God Created Woman
  - Whoopi Goldberg dans Allo, je craque, Le téléphone au Québec (The Telephone)
  - Cassandra Peterson dans Elvira, maîtresse des ténèbres (Elvira, Mistress of the Dark)
  - Vanity dans Action Jackson

## Pire second rôle masculin
- Dan Aykroyd dans Le Golf en folie 2 (Caddyshack II)
  - Billy Barty dans Willow
  - Richard Crenna dans Rambo 3 (Rambo III)
  - Harvey Keitel dans La Dernière Tentation du Christ (The Last Temptation of Christ)
  - Christopher Reeve dans Scoop (Switching Channels)

## Pire second rôle féminin
- Kristy McNichol dans À fleur de peau (Two Moon Junction)
  - Eileen Brennan dans Les Nouvelles Aventures de Fifi Brindacier (The New Adventures of Pippi Longstocking)
  - Daryl Hannah dans High Spirits
  - Mariel Hemingway dans Meurtre à Hollywood (Sunset)
  - Zelda Rubinstein dans Poltergeist 3

## Pire réalisateur
- Blake Edwards pour Meurtre à Hollywood (Sunset) (ex æquo)
- Stewart Raffill pour Mac et moi (Mac and Me) (ex æquo)
  - Michael Dinner pour Parole de cheval (Hot to Trot)
  - Roger Donaldson pour Cocktail
  - Peter MacDonald pour Rambo 3 (Rambo III)

## Pire scénario
- Cocktail, scénario de Heywood Gould, adapté de son propre livre
  - Parole de cheval (Hot to Trot), scénario de Steven Neigher, Hugo Gilbert et Charlie Peters, histoire de Steven Neigher et Hugo Gilbert
  - Mac et moi (Mac and Me), écrit par Stewart Raffill et Steve Feke
  - Rambo 3 (Rambo III), écrit par Sylvester Stallone et Sheldon Lettich, basé sur les personnages créés par David Morrell
  - Willow, scénario de Bob Dolman (en), histoire de George Lucas

## Pire révélation
- Dans son propre rôle et crédité tel quel dans le générique, Ronald McDonald, dans Mac et moi (Mac and Me)
  - Don (le cheval parlant) dans Parole de cheval (Hot to Trot)
  - Tami Erin dans Les Nouvelles Aventures de Fifi Brindacier (The New Adventures of Pippi Longstocking)
  - Draco Rosa (en) dans Salsa
  - Jean-Claude Van Damme dans Bloodsport

## Pire chanson originale
- Jack Fresh dans Le Golf en folie 2 (Caddyshack II), écrit et interprété par Full Force
  - Skintight dans Toutes folles de lui (Johnny Be Good), écrit et interprété par Ted Nugent
  - Therapist dans Le Cauchemar de Freddy (A Nightmare On Elm Street 4: The Dream Master), écrit et interprété par Vigil